# William Peel (Marineoffizier)

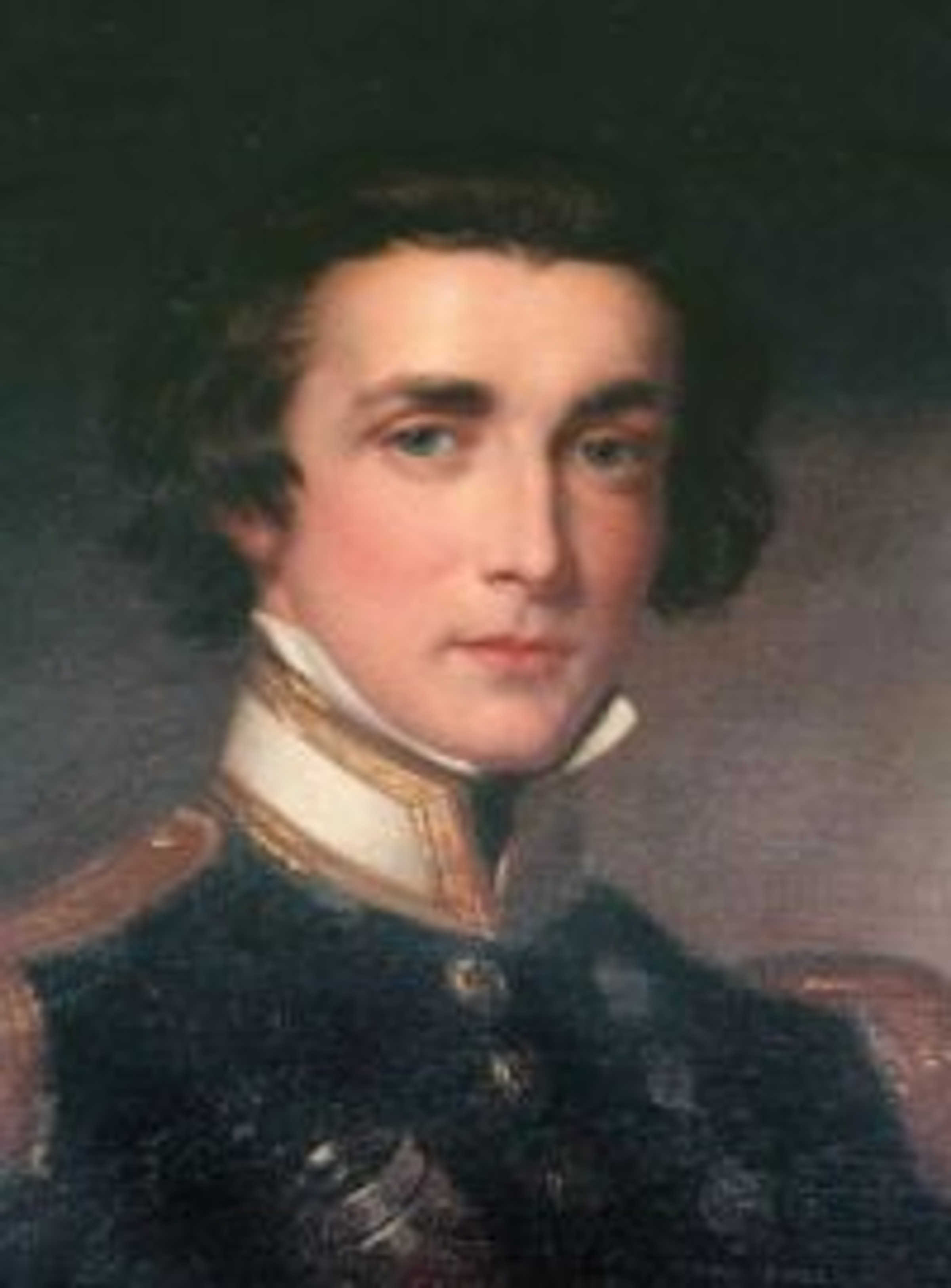
William Peel

Sir William Peel VC KCB (* 2. November 1824 in Mayfair (London); † 27. April 1858 in Kanpur (Indien)) war ein britischer Marineoffizier.

## Leben
William Peel war der dritte Sohn des britischen Staatsmanns Robert Peel. Wie sein Vater besuchte er die Harrow School. Er trat im April 1838 als Midshipman in die Royal Navy ein und diente zuerst auf der HMS Princess Charlotte, dem Flaggschiff von Sir Robert Stopford, Oberbefehlshaber der Mittelmeerflotte. 1840 nahm er an Bord dieses Schiffs am Bombardement von Akkon teil. Später versah er mit Kapitän Chambers Dienste auf der HMS Monarch sowie in den chinesischen Gewässern mit Kapitän Henry Ducie Chads an Bord der HMS Cambrian. Im September 1843 kehrte er mit Kapitän John Kingcome auf der HMS Belleisle nach England zurück. Am 13. Mai 1844 wurde er zum Lieutenant der HMS Winchester, dem vor dem Kap der Guten Hoffnung patrouillierenden Flaggschiff von Konteradmiral Josceline Percy, ernannt. Er dürfte aber nicht mit der HMS Winchester gesegelt sein, da er bereits im Juni 1844 zum Einsatz auf der HMS Cormorant im Pazifik verpflichtet wurde. Von diesem Schiff wechselte er auf die HMS Thalia und danach auf die HMS America, von der er mit Depeschen auf dem Landweg von San Blas nach Vera Cruz und von dort nach England geschickt wurde. Am 27. Juni 1846 erfolgte seine Beförderung zum Commander. Von 1847 bis 1848 befehligte er die HMS Daring in der nordamerikanischen und westindischen Station. Am 10. Januar 1849 stieg er in den Rang eines Captain auf.
Da es sich abzeichnete, dass Peel nun einige Zeit nur den halben Sold beziehen würde, entschloss er sich zu einer Reise ins Innere Afrikas. Dabei hatte er die Hoffnung, die Bedingungen der schwarzen Bevölkerung verbessern zu können. Zur Vorbereitung auf diese Expedition lernte er einige Monate Arabisch, worin er von Joseph Churi, einem in Rom ausgebildeten Maroniten, unterwiesen wurde. Er machte Churi im September 1850 den Vorschlag, eine kurze Reise nach Ägypten, zum Berg Sinai sowie nach Jerusalem, Nazareth und Syrien zu machen. Beide verließen England am 20. Oktober 1850, wohin sie am 20. Februar 1851 zurückkehrten. Am folgenden 20. August begannen sie eine ausgedehntere Tour. Sie folgten dem Nil aufwärts und durchquerten die Wüste nach Khartum und weiter nach al-Ubayyid, wo beide Reisende von einem heftigen Fieberanfall und Schüttelfrost befallen wurden. Peel traf Anfang Januar 1852 wieder in England ein. Kurz danach schrieb er einen Bericht über seine Exkursion unter dem Titel A ride through the Nubian desert (London 1852).
Ab Oktober 1853 befehligte Peel die Fregatte HMS Diamond, die zuerst zur Mittelmeerflotte gehörte und danach zu Anfang des Krimkriegs ins Schwarze Meer verlegt wurde. Peel landete mit der von Kapitän Stephen Lushington kommandierten und zur Belagerung von Sewastopol eingesetzten Matrosenbrigade. Bei den folgenden Operationen zeichnete er sich wiederholt durch mutige Aktionen aus. Am 18. Oktober 1854 warf er einen Blindgänger, dessen Zünder noch brannte, über die Brustwehr seiner Batterie. In der Schlacht bei Inkerman schloss er sich am 5. November 1854 den Offizieren der Grenadier Guards an und half bei der Verteidigung der Regimentsfahnen. Am 18. Juni 1855 führte er den ersten Sturmleitern tragenden Trupp beim Angriff auf den Redan an, wurde aber schwer verwundet und musste nach England zurückkehren. In Anerkennung seiner Leistungen wurde ihm als einem der Ersten das Victoria-Kreuz verliehen.
Am 13. September 1856 stellte Peel die HMS Shannon, eine mächtige, mit 50 Kanonen ausgestattete Dampffregatte, in Dienst, die in chinesischen Gewässern eingesetzt werden sollte. Sie lief aber erst im März 1857 aus. In Singapur erhielt die Mannschaft der Fregatte Kenntnis vom Ausbruch des Sepoyaufstandes in Indien. Am 2. Juli traf Peel mit seiner Fregatte in Hongkong ein und segelte dann mit Lord Elgin nach Kalkutta, um mit seinen Matrosen den Lord bei der Unterdrückung des Aufstands der Sepoy zu unterstützen. In Kalkutta bildete Peel eine Marinebrigade, verließ sein Schiff am 14. August mit 450 Männern und 10 Kanonen, erhielt am 20. Oktober in Allahabad eine Verstärkung von 120 Männern und nahm ab nun an allen wichtigen militärischen Operationen teil. Er zeichnete sich namentlich bei Lucknow aus, wurde dabei aber am 9. März 1858 durch einen Schuss in den Oberschenkel abermals schwer verwundet. Die Kugel wurde aus seinem Bein herausgeschnitten. Er wollte nach England zurückreisen und kam zunächst noch sehr geschwächt in Kanpur an. Dort befand er sich bereits auf dem Weg der Genesung, erlag dann aber am 27. April desselben Jahres im Alter von nur 33 Jahren den Pocken. Kurz zuvor war er am 21. Januar 1858 als Knight Commander des Bathordens geadelt worden.